# Кузьминовка (Октябрський район)
Кузьми́новка (рос. Кузьминовка) — село у складі Октябрського району Оренбурзької області, Росія.

## Населення
Населення — 175 осіб (2010; 252 у 2002).
Національний склад (станом на 2002 рік):
- росіяни — 81 %